# Arijarat I. Kapadoški
Arijarat I. Kapadoški (starogrško Ἀριαράθης [Ariaráthēs]), verjetno zadnji kapadoški satrap v službi Perzijskega cesarstva (331/ 330 pr. n. št.-322 pr. n. št.), * ni znano, † 322 pr. n. št. (ubit).
Arijarat je bil sin kapadoškega satrapa Arijamna I., ki je poznan po tem, da je leta 350 pr. n. št. perzijskemu kralju Artakserksu III. poslal na pomoč vojsko pod poveljstvom Arijaratovega brata Holoferna za pohod proti Egiptu. Holofern se je udeležil tudi bitke Dareja III. pri  Gavgameli. 
Zgodovinar Diodor Sicilski trdi, da je ob Arijaratovem imenovanju za satrapa Aleksander Makedonski Kapadokijo priključil k Makedoniji, zato bi zadnji perzijski satrap lahko bil Arijamen I..  Arijaratu je malo pred Aleksandrovo smrtjo uspelo doseči kapadoško neodvisnost in k svojemu kraljestvu priključiti Kataonijo. Po Aleksandrovi smrti leta 323 pr. n. št. je regent Perdik za guvernerja Kapadokije imenoval Evmena. Arijarat se je temu uprl in Perdiku napovedal vojno, vendar ga je Perdik že naslednje leto porazil in ujel in ga skupaj z najbližjimi sodelavci usmrtil. Diodor omenja, da je bil takrat star 82 let. Pred smrtjo je posvojil najstarejšega Holofernovega sina, ki je kot Arijarat II.  vladal v Kapadokiji od leta 301-280 pr. n. št..